# Internationaler Rat für Philosophie und Humanwissenschaften
Der Internationale Rat für Philosophie und Humanwissenschaften (französisch Conseil international de la philosophie et des sciences humaines; CIPSH) ist eine internationale Nichtregierungsorganisation, welche als Dachverband der internationalen Fachvereinigungen in den Geisteswissenschaften dient. Er wurde am 18. Januar 1949 in Brüssel unter der Schirmherrschaft der UNESCO gegründet.

## Mitglieder
| - Asian New Humanities Network (ANHN) - Association Européenne des Humanités pour la Gestion Culturelle Intégrée des Paysages (APHELEIA) - Chinese Academy of Social Sciences (CASS) - Consortium of Humanities Centers and Institutes (CHCI) - Comité International Permanent des Linguistes (CIPL) - Comité International des Sciences Historiques (CISH) - European Consortium for Humanities Institutes and Centres (ECHIC) - Fédération Internationale des Associations d’Études Classiques (FIEC) - Fédération Internationale des Langues et Littératures Modernes (FILLM) - Fédération Internationale des Sociétés de Philosophie (FISP) | - International Association for Aesthetics (IAA) - International Association for the History of Religions (IAHR) - International Association for Promoting Geoethics (IAPG) - International Geographic Union (IGU) - International Positive Psychology Association (IPPA) - Division for History of Science and Technology of the International Union of History and Philosophy of Science (DHST/IUHPST) - Division for Logic, Methodology and Philosophy of Science and Technology of the International Union of History and Philosophy of Science (DLMPST/IUHPST) - World Network for Linguistic Diversity (MAAYA) - Union Académique Internationale (UAI) - Union Internationale des Sciences Préhistoriques et Protohistoriques (UISPP) - World Anthropological Union (WAU) |

## Präsidenten und Generalsekretäre
Die Präsidenten des CIPSH waren
Jacques Rueff (1949–1955),
Carsten Høeg (1955–1959),
C. E. Odegaard (1959–1965),
Silvio Zavala (1965–1971),
Ronald Syme (1971–1975),
Tatsuro Yamamoto (1975–1979),
Stanley C. Aston (1979–1984),
Jan Białostocki (1984–1988),
Stephen A. Wurm (1988–1992),
Jean d’Ormesson (1992–1997),
Julio Labastida (1997–2000),
Madeline H. Caviness (2000–2004),
InSuk Cha (2004–2008),
Adama Samassekou (2008–2014)
Chao Gejin (2014–2020) und
Luiz Oosterbeek (seit 2020).
Die Generalsekretäre des CIPSH waren
Robert Fawtier (1949–1952),
Ronald Syme (1952–1971),
Jean d’Ormesson (1971–1992),
Annelise Gaborieau (1992–1994),
Tilo Schabert (1995–1996),
Jean Bingen (1996–1998),
Maurice Aymard (1998–2014),
Luiz Oosterbeek (2014–2020) und
Hsiung Ping-Chen (seit 2020).

## Vorstand
Seit dem Jahr 2020 besteht der Vorstand des CIPSH aus
Luiz Oosterbeek (Präsident),
Luisa Migliorati (Vizepräsidentin),
Tim Jensen (Vizepräsident),
Benedikt Löwe (Vizepräsident),
Hsiung Ping-Chen (Generalsekretärin),
Zoltán Somhegyi (Stellvertretender Generalsekretär),
Jesús de la Villa (Schatzmeister) und
Olga Spevak (Stellvertretende Schatzmeisterin) und
Chao Gejin (Altpräsident).

## ZeitschriftDiogène/Diogenes
Der CIPSH gibt die auf Französisch und Englisch erscheinende Zeitschrift Diogène/Diogenes heraus. Die Zeitschrift wurde 1952 von Roger Caillois gegründet und viele Jahre von Jean d’Ormesson geleitet. Anders als noch in den ersten Jahren der Zeitschrift sind die französischen und englischen Ausgaben inzwischen nicht mehr inhaltsgleich. Derzeitige Herausgeber sind Sam Lieu und Nicole Albert.